# ینکتون (داکوتای جنوبی)
ینکتون(به انگلیسی: Yankton) شهری در ایالت داکوتای جنوبی کشور ایالات متحده آمریکا است که جمعیت آن در سرشماری سال ۲۰۱۰ میلادی، ۱۴٬۴۵۴ نفر بوده‌است.